# Arycanda interfusa
Arycanda interfusa là một loài bướm đêm trong họ Geometridae.